# Višnjev zmrzlikar
Višnjev zmrzlikar (znanstveno ime Agriopis bajaria) je metulj iz družine pedicev, ki je razširjen tudi v Sloveniji.

## Opis in biologija
Odrasli samci imajo razpon kril med 30 in 32 mm, za to vrsto pa je značilen spolni dimorfizem, saj samica nima kril. V Sloveniji so aktivni v maju in juniju.